# 미스 월드 1953
미스 월드 1953은 1953년 10월 19일 영국 런던에서 열린 세 번째 미스 월드 대회이다. 전 세계에서 15명의 참가자가 경쟁했다.

### 최종 결과
| 순위           | 참가자                         |
| -------------- | ------------------------------ |
| 미스 월드 1953 | - 프랑스 – 데니스 페리에       |
| 2위            | - 그리스 – 알렉산드라 라디쿠   |
| 3위            | - 이집트 – 마리나 파파엘리아   |
| 4위            | - 실론 – 마넬 일랑카쿤         |
| 5위            | - 미국 – 메리 켐프 그리피스    |
| 6위            | - 모나코 – 엘리자베스 초비스키 |